# Kalifowie prawowierni
Kalifowie prawowierni (albo kalifowie sprawiedliwi, kalifowie słusznie prowadzeni, arab. الخلفاء الراشدون, al-Chulafa ar-Raszidun) – w islamie sunnickim, określenie dotyczące czterech pierwszych kalifów panujących w latach 632–661: Abu Bakra, Umara, Usmana i Alego. Jest ono nieprzetłumaczalne na język polski i ma wyrażać ich szczególną bogobojność, oddanie sprawie islamu oraz fakt, że byli obierani przez społeczność muzułmańską.
Nie znaczy to, że postacie tych kalifów nie są przedmiotem kontrowersji wśród muzułmanów. Abu Bakr i Umar zostali uznani przez sunnitów za władców idealnych, jednak większość szyitów podchodzi do nich z rezerwą, ponieważ uważa, że objęli oni kalifat od początku należny Alemu z racji jego pokrewieństwa z Prorokiem. W przypadkach skrajnych, np. w safawidzkiej Persji, przeklinanie trzech pierwszych kalifów uchodziło za swoiste szyickie wyznanie wiary.
Z drugiej strony jednak Murdżyici uznawali dwóch pierwszych kalifów. Jeden z twórców ich doktryny, Al-Hasan Ibn Muhammad, pisał: „Spośród naszych imamów [tj. przywódców] uznajemy Abu Bakra i Umara, cieszy nas, gdy im obu okazuje się posłuszeństwo, gniewa nas bunt przeciwko nim. […] Opowiadamy się za Abu Bakrem i Umarem, albowiem o Abu Bakra i Umara społeczność nie walczyła, nie różniła się w ich sprawie i nie okazywała zwątpienia”. Usman jest nie tylko odrzucany przez szyitów, ale jest postacią kontrowersyjną także wśród sunnitów. Zarzuca mu się nepotyzm, polegający na promowaniu ludzi ze swojego rodu – Umajjadów. Wreszcie sunnici odrzucają twierdzenia Alego o jego szczególnych prawach do kalifatu, chociaż i dla nich jest on bohaterem zasłużonym dla sprawy islamu jako towarzysz Proroka.